# Rand Paul
Randal Howard Paul, conhecido como Rand Paul (Pittsburgh, 7 de janeiro de 1963), é um oftalmologista e político americano do Partido Republicano. Ele foi eleito em 2010 para uma cadeira no Senado dos Estados Unidos pelo estado de Kentucky, vencendo o democrata Jack Conway.
Filho do deputado republicano Ron Paul, Rand tem posições próximas às do pai, definindo-se como um "conservador constitucional". Ele pertence ao Movimento Tea Party e defende o não intervencionismo, a redução do tamanho do Estado, o controle dos gastos públicos e o fim das reeleições ilimitadas dos congressistas americanos. Ele propõe a redução de gastos federais com o bem-estar social, como o fim do Departamento de Educação, e do orçamento militar do país.
Em abril de 2015 ele anunciou oficialmente que iria concorrer ao cargo de presidente dos Estados Unidos nas eleições de 2016. Contudo, em fevereiro de 2016, anunciou que estava suspendendo sua campanha devido a fracas performances nas pesquisas de opinião e no caucus de Iowa.